# Lista över offentlig konst i Halmstads kommun
Lista över offentlig konst i Halmstads kommun är en ofullständig förteckning över främst utomhusplacerad offentlig konst i Halmstads kommun. 
| Titel                                             | Konstnär(er)                                                                      | Årtal      | Beskrivning | Typ - material                     | Plats Koordinater | Bild                                                             |
| ------------------------------------------------- | --------------------------------------------------------------------------------- | ---------- | --- | ---------------------------------- | --- | ---------------------------------------------------------------- |
| Cyklisterna                                       | Annika Simonsson                                                                  | 1998       | Fyra cyklande figurer på cykel | plast                              | Viktoriagatan, utmed HFAB:s kontorsfasad 56.67226, 12.86424 | Cyklisterna                                                      |
| Råmärke                                           | Carl Magnus                                                                       | 1995       | Pyramiden är cirka en meter hög och är uppförd av nio stycken sammanfogade stenskivor i röd granit och väger fem ton. | röd granit                         | framför Halmstads slott, i en linje mellan slottet och Norre Port koordinater saknas                                                                                                   | Råmärke                                                          |
| Lyrträdet                                         | Axel Wallenberg                                                                   | 1994       | | skulptur - Brons och söndrumsgnejs | Picassoparken (mellan Kvinnohuvud och Nissan) koordinater saknas | Lyrträdet                                                        |
| Musikens källa                                    | Bernard Andersson                                                                 | 1954       | | Fontän - Brons                     | utanför Halmstads Folkets hus, Fredsgatan 5 koordinater saknas |                                                                  |
| Toner                                             | Björn Therkelsen                                                                  |            | |                                    | koordinater saknas |                                                                  |
| Europa och Tjuren                                 | Carl Milles                                                                       | 1926       | Motivet är hämtat från grekisk mytologi och handlar om när Zeus, i en tjurs skepnad, rövar bort prinsessan Europa. Fyra tritoner, havsgudar, omger paret som en skyddande ring. | fontän - brons och sten            | Stora Torg koordinater saknas | Fler bilder                                                      |
| Kungamötet                                        | Edvin Öhrström                                                                    | 1952       | Visar kungamötet mellan Gustav II Adolf och den danske kungen Kristian IV på Halmstads Slott 1619, då den sista lösen på Älvsborgs fästning skulle betalas. | Staty - sten                       | Rådhustrappan, sydöstra hörnet av Stora torg koordinater saknas | Kungamötet                                                       |
| Söndrumsurnan                                     | Ferdinand Boberg                                                                  | 1909       | Ferdinand Boberg (1860-1946) lät tillverka Söndrumsurnan till Konstindustriutställningen Stockholm 1909. Första gången Söndrumsurnan placerades i Halmstad var vid Halmstadutställningen 1912. Sin nuvarande placering i Norre katts park har den sedan 1957. | Söndrumsgnejs                      | Norre katts park koordinater saknas | Söndrumsurnan                                                    |
| 0 + 0 = 8                                         | Fredrik Wretman                                                                   | 2007       | Skulpturen skall symbolisera Halmstad i åttonde århundradet och åttan skapas genom en nolla i glasfiber som är placerad i höjd med vattenytan. Tanken är att den skall speglas i vattnet, varpå underdelen i åttan skall framträda. | Skulptur - glasfiber               | Slottsparksdammen koordinater saknas | 0 + 0 = 8                                                        |
| Nedgrävning                                       | Harald Persson                                                                    | 1994       | ett konceptkonstverk. Harald Persson grävde ned en vit 1 m³ stor betongkub, varefter markytan återställdes till ursprungligt skick. | betong                             | Picassoparken, nedanför Picassostatyn (under marken) koordinater saknas | Fler bilder                                                      |
| Flicka i balja                                    | Lena Cronqvist                                                                    | 2007       | | brons                              | Trefaldighetsallén i Norre katts park, nära parkens lekplats koordinater saknas | Flicka i balja                                                   |
| Kvinnohuvud Även känd som: Picassostatyn, Picasso | Pablo Picasso Carl Nesjar                                                         | 1972       | En 15 meter hög skulptur föreställande ett kvinnoansikte. | skulptur - blästrad betong         | Picassoparken 56.67329, 12.86085 | Fler bilder                                                      |
| Neptunus Även känd som: Klädnypan                 | Peter Mandl                                                                       | 1990       | Ett fem meter högt konstverket består av tusen stycken glasskivor som limmats ihop och sedan bestrykts av polyester för att tåla vatten. | skulptur - glas                    | Norre Torg, i den smala passagen mellan Norre Port och Lilla Torg koordinater saknas                                                                                                   | Neptunus                                                         |
| Göran Hammar                                      | Sven Andersson                                                                    | 1906       | En byst av Göran Hammar | byst - brons                       | Norre katts park koordinater saknas | Göran Hammar                                                     |
| Himmelsbåt                                        | Torgny Larsson                                                                    | 1999-2000  | Skulpturen lyser med blått ljus i mörker. | halogenljus, stål, neon            | Filtparken vid Nissans östra strand i närheten av Gamletullsbron inte långt från Halmstads stadsbibliotek. koordinater saknas                                                          | Fler bilder                                                      |
| Förankrad farkost                                 | Ulla Kraitz Gustav Kraitz                                                         | 1991       | Ellips i svart diabas som tillsammans med ett klot i stengods placerats på en sockel av granit | Svart diabas och stengods          | Picassoparken koordinater saknas | Förankrad farkost                                                |
| Laxen går upp Även känd som: Tre piss i Nissan    | Walter Bengtsson                                                                  | 1962       | | Koppar                             | Picassoparken, vid Nissans östra strand 56.67271, 12.86024 | Laxen går upp                                                    |
| Mor och barn                                      | Stig Blomberg                                                                     | 1969       | Skulptur av mor och barn | Skulptur - Brons                   | Andersbergs Centrum koordinater saknas | Mor och barn                                                     |
| Gris på rymmen                                    | Lars Lindekrantz                                                                  |            | |                                    | HFAB:s bostadskvarter Klotet koordinater saknas | Gris på rymmen                                                   |
| Utsmyckning av bostadskvarteret Klotet            | Thomas Frisk                                                                      |            | Pelare, sittbänk, mark- och väggutsmyckning. |                                    | HFAB:s bostadskvarter Klotet koordinater saknas | Utsmyckning av bostadskvarteret Klotet                           |
| Kattflickan                                       | Eva Berggren                                                                      |            | |                                    | HFAB:s bostadskvarter Klotet koordinater saknas | Kattflickan                                                      |
| Oasen                                             | Peter Mandl                                                                       |            | |                                    | HFAB:s bostadskvarter Klotet koordinater saknas | Oasen                                                            |
| Pegasus (Hästen)                                  | Bertil Lundberg                                                                   |            | |                                    | HFAB:s bostadskvarter Maratonvägen koordinater saknas | Pegasus (Hästen)                                                 |
| Utsmyckning 1990-1993                             | Barbro Jönsson Jan Åberg                                                          |            | | Målningar, skulpturer              | HFAB:s bostadskvarter Sofieberg koordinater saknas | Utsmyckning 1990-1993                                            |
| Stenkupor                                         | Okänd                                                                             |            | |                                    | HFAB:s bostadskvarter Bäckagård koordinater saknas | Stenkupor                                                        |
| Djävulsfontän                                     | Günther Teutsch                                                                   |            | | Brons                              | HFAB:s bostadskvarter Jakten på Nissastrand koordinater saknas | Djävulsfontän                                                    |
| Stadsharar                                        | Inger Noah Ljungberg                                                              |            | |                                    | HFAB:s bostadskvarter Järneken på Nissastrand. koordinater saknas |                                                                  |
| Pi                                                | Carolina Falkholt                                                                 | 2013       | Väggmålning. | Graffiti / street art              | HFAB:s studentbostadshus Jakten vid Stadsbiblioteket. koordinater saknas |                                                                  |
| Okänd titel                                       | Hans Hamid Rasmussen                                                              | 2000       | | Skulptur                           | Universitetsbiblioteket koordinater saknas |                                                                  |
| Another Thinking Bell                             | Olav Christopher Jenssen                                                          | 2006       | Det 450 centimeter och 290 centimeter stora konstverket består av 600 glasdetaljer upphängda i ett fackverk av rostfritt stål och väger 900 kg. | Skulptur - glas                    | i taket i utlåningshallen, Halmstads stadsbibliotek (inomhus) koordinater saknas | Another Thinking Bell                                            |
| 91:an Karlsson                                    | Nils Egerbrandt                                                                   | 1993       | | Staty - brons                      | Ursprungligen placerad på Storgatan cirka 50 meter från Norre Port (se bild) med ansiktet vänt mot Stora torg. Sedan mars 2017 placerad på ny plats vid Norre Port. koordinater saknas | 91:an Karlsson                                                   |
| Fyrvaktare                                        | Peter Mandl                                                                       | 1988       | | staty - brons                      | 100 meter från Norre Port koordinater saknas | Fyrvaktare                                                       |
| Stigande sten, fallande vatten                    | Pål Svensson                                                                      |            | |                                    | Drottning Kristina-passagen koordinater saknas |                                                                  |
| Drottning Kristina                                | Tomas Frisk                                                                       | 2000       | |                                    | i Drottning Kristina-passagen som går från Storgatan till Köpmansgatan. koordinater saknas                                                                                             | Drottning Kristina                                               |
| Hertig Knut                                       | Walter Bengtsson                                                                  |            | Avbildar Knut Porse som på 1320-talet var hertig av Halland och anses vara den som gett Halmstad sitt namn. |                                    | cirka fyra meter upp på hörnet av "Kapp-Ahls huset", vid korsningen Köpmansgatan/Klammerdammsgatan koordinater saknas                                                                  | Fler bilder                                                      |
| X-RAS                                             | Olle Bærtling                                                                     |            | |                                    | Länsmuseet koordinater saknas | X-RAS                                                            |
| ASAMK                                             | Olle Bærtling                                                                     | 2005       | 18 meter hög och väger tre ton. | stål                               | Korsningen av Laholmsvägen och Karl IV:s väg 56.66527, 12.87873 | ASAMK                                                            |
| XUE                                               | Olle Bærtling                                                                     |            | | skulptur                           | Högskoleområdet koordinater saknas | XUE                                                              |
| XUF                                               | Olle Bærtling                                                                     |            | | skulptur                           | Högskoleområdet koordinater saknas | XUF                                                              |
| XUG                                               | Olle Bærtling                                                                     |            | | skulptur                           | Högskoleområdet koordinater saknas | XUG                                                              |
| Liri, Ksiru och Nobi                              | Olle Bærtling                                                                     |            | | flaggor                            | Högskoleområdet koordinater saknas | Liri, Ksiru och Nobi                                             |
| Xrek, Agraki och Agra                             | Olle Bærtling                                                                     |            | | flaggor                            | Högskoleområdet koordinater saknas | Xrek, Agraki och Agra                                            |
| Gunilla                                           | Axel Einar Lindskoug                                                              | 1940-talet | Den befintliga Gunilla som i nuläget finns i Gunillaparken är en fritt tolkad kopia av originalet. Vem som är upphovsperson till denna kopia är i nuläget okänt. Alternativt är det en hoplappning som väsentligt förändrat skulpturens uttryck. Lagningar har utförts efter återkommande skadegörelse. I Hallandsposten 2009-06-16 uppges att skadorna är så omfattande att den inte går att återställa. | skulptur och fontän - Konststen    | i en damm i Gunillaparken koordinater saknas | Gunilla                                                          |
| Okänd titel                                       | Jan Åberg                                                                         |            | | relief - koppar                    | fasaden till Sperlingsholmsvägen 25 koordinater saknas |                                                                  |
| Kunskapsfabriken                                  | Mette Björnberg Richard Johansson                                                 | 2009       | | skulptur - Granit, brons och tegel | Utanför entrén till Brunnsåkerskolan koordinater saknas | Kunskapsfabriken                                                 |
| Cubes                                             | Diagram                                                                           | 2009       | Sex röda betongkuber bildar ett stiliserat meteoritnedslag. | Betong                             | I parken utanför Örjanshallen koordinater saknas |                                                                  |
| För egen maskin                                   | Erik Krikortz                                                                     | 2010       | tre stiliserade cyklar. | LED-armatur                        | Fasaden på Halmstad Arena koordinater saknas |                                                                  |
| Metà,                                             | Carl Magnus                                                                       | 1999       | | skulptur - Brons och getingegranit | På den gamla brandstationstomten vid Suseån mellan broarna koordinater saknas |                                                                  |
| Home Sweet Home                                   | Noah Ljungberg                                                                    | 2009       | | Neon och plåt                      | Fasaden på Nolltrefem koordinater saknas |                                                                  |
| Vindbultarna                                      | Nils Johansson                                                                    | 1980       | 3 meter högt minnesmonument gjort av bultarna i de forna utlastningsbryggorna i Stenhuggeriet |                                    | Bäckagård koordinater saknas |                                                                  |
| Pegasus på Parnasen                               | Axel Olson                                                                        |            | | marmorintorsia                     | entréhallen av gamla stadsbiblioteket (numera känt som Nolltrefem) på Fredsgatan (inomhus) koordinater saknas                                                                          | Det är troligen inte ok att ladda upp en bild av detta konstverk |
| Okänd titel                                       | Axel Olson Waldemar Lorentzon Esaias Thorén Stellan Mörner Erik Olson Sven Jonson |            | en fresk med måtten 3x16 meter | fresk                              | På den södra väggen i utlåningshallen, gamla stadsbiblioteket (numera känt som Nolltrefem) på Fredsgatan (inomhus) koordinater saknas                                                  |                                                                  |
| Okänd titel                                       | Axel Olson Waldemar Lorentzon Esaias Thorén Stellan Mörner Erik Olson Sven Jonson |            | | väggmålning                        | Halmstads teater (inomhus) koordinater saknas | Det är troligen inte ok att ladda upp en bild av detta konstverk |

## Fotnoter
1. ↑  2012/13 placering: Mjellby konstmuseum
2. ↑  Wallenberg har donerat verket till Halmstad kommun som minne av somrarna han tillbringade i Halmstad på 1930-talet.
3. ↑  Tidigare placerat vid Kulturskolan. Nedplockad med anledning av bygget av Stadsbiblioteket. Ny placering under våren 2012.
4. ↑  Visades först i Stockholm 1909, därefter i Halmstad 1912. Den nuvarande placeringen i Trefaldighetsallén fick urnan 1957.
5. ↑  Tidigare placering: Nissan, direkt framför stadsbiblioteket, men skadades under vintern 2012, och är sedan 2013/14 placerat i Slottsparksdammen
6. ↑  ”aktuella projekt”. Sparbanksstiftelsen Kronan. Arkiverad från originalet den 27 juni 2008. https://web.archive.org/web/20080627025717/http://www.sparbanksstiftelsenkronan.se/projekt.html#1.
7. ↑  Statyn är uppförd efter en förlaga i vikt papper av Pablo Picasso. Som modell stod Picassos hustru Jacqueline Roque. Den norske konstnären Carl Nesjar utförde arbetet med statyn.
8. ↑  Konstverket har i folkmun fått namnet: Tre piss i Nissan (det brukade spruta vatten i Nissan ur de tre laxarna)
9. ↑  Finansierat av HFAB
10. ↑  Det finns också en prototyp på verket i HFAB:s reception.
11. ↑  2007 vandaliserades statyn genom att en hjälm, som fram till dess hade hängt på soldatens rygg, bändes bort och stals.”91:an Karlsson rånad på sin skyddshjälm”. Hallandsposten. 19 september 2007. Arkiverad från originalet den 26 juni 2008. https://web.archive.org/web/20080626220559/http://www.hallandsposten.se/artikel.asp?oid=256496. Läst 26 februari 2008.
12. ↑  http://sverigesradio.se/sida/artikel.aspx?programid=128&artikel=6655651
13. ↑  Konstverket togs ursprungligen fram av Bærtling som utsmyckning av Sergels torg i Stockholm och skulle vara 85 meter högt. Förslaget ratades dock. Den nerskalade version som står i Halmstad är 18 meter hög.”Skulpturen ASAMK på plats”. Högskolan i Halmstad. 1 juni 2005. Arkiverad från originalet den 14 maj 2011. https://web.archive.org/web/20110514222731/http://www.hh.se/pressmedia/aktuellt/nyheter/nyhetsarkiv/nyheter/skulpturenasamkpaplats.4580.html. Läst 25 maj 2010.
14. ↑  Konstnärsduon Cubes består av Lars Lengquist och Anders Granberg
15. ↑  Fresken består av verk från samtliga medlemmar i Halmstadgruppen. Från vänster:
  1. Diktarens dröm, Sven Jonson
  2. Dramat, Stellan Mörner
  3. Ordet, Waldemar Lorentzon
  4. Heminteriör, Axel Olson
  5. Munkpräntet, Erik Olson
  6. Blad ur konsthistorien, Esaias Thorén
16. ↑  Väggmålningen består av verk från samtliga medlemmar i Halmstadgruppen. Från vänster:
  1. Det antika dramat, Axel Olson
  2. Livets drama, Waldemar Lorentzon
  3. Marionetter, (överst) Esaias Thorén
  4. Ur teaterns värld, Stellan Mörner
  5. Mysterie spelet, Erik Olson
  6. Musiken, Sven Jonson